# Charley Scheibenstock
Charley Scheibenstock, né le 5 juin 1886 au Locle et mort le 18 octobre 1973 à Marseille, est un footballeur suisse évoluant au poste de défenseur. Après sa carrière de footballeur, il tient la Brasserie des Sports, alors siège de l’Olympique de Marseille. Il est de plus membre du comité directeur du club. Ses frères Andreas, Henri et René sont aussi footballeurs.

## Palmarès
- Vice-champion de France USFSA 1919 avec l'Olympique de Marseille[2].